# Свети Димитър (Кнежино)
Вижте пояснителната страница за други значения на Свети Димитър.
„Свети Великомъченик Димитрий“ или „Свети Димитър“ (на македонска литературна норма: „Свети Димитриј“) е късновъзрожденска църква в кичевското село Кнежино, Северна Македония. Църквата е част от Дебърско-Реканското архиерейско наместничество на Дебърско-Кичевската епархия на Македонската православна църква – Охридска архиепископия.
Църквата е гробищен храм, разположен в южната част на селото. Изградена е в 1911 година, но е осветена едва на 30 ноември 2005 година от митрополит Тимотей Дебърско-Кичевски.